# Königsplatz

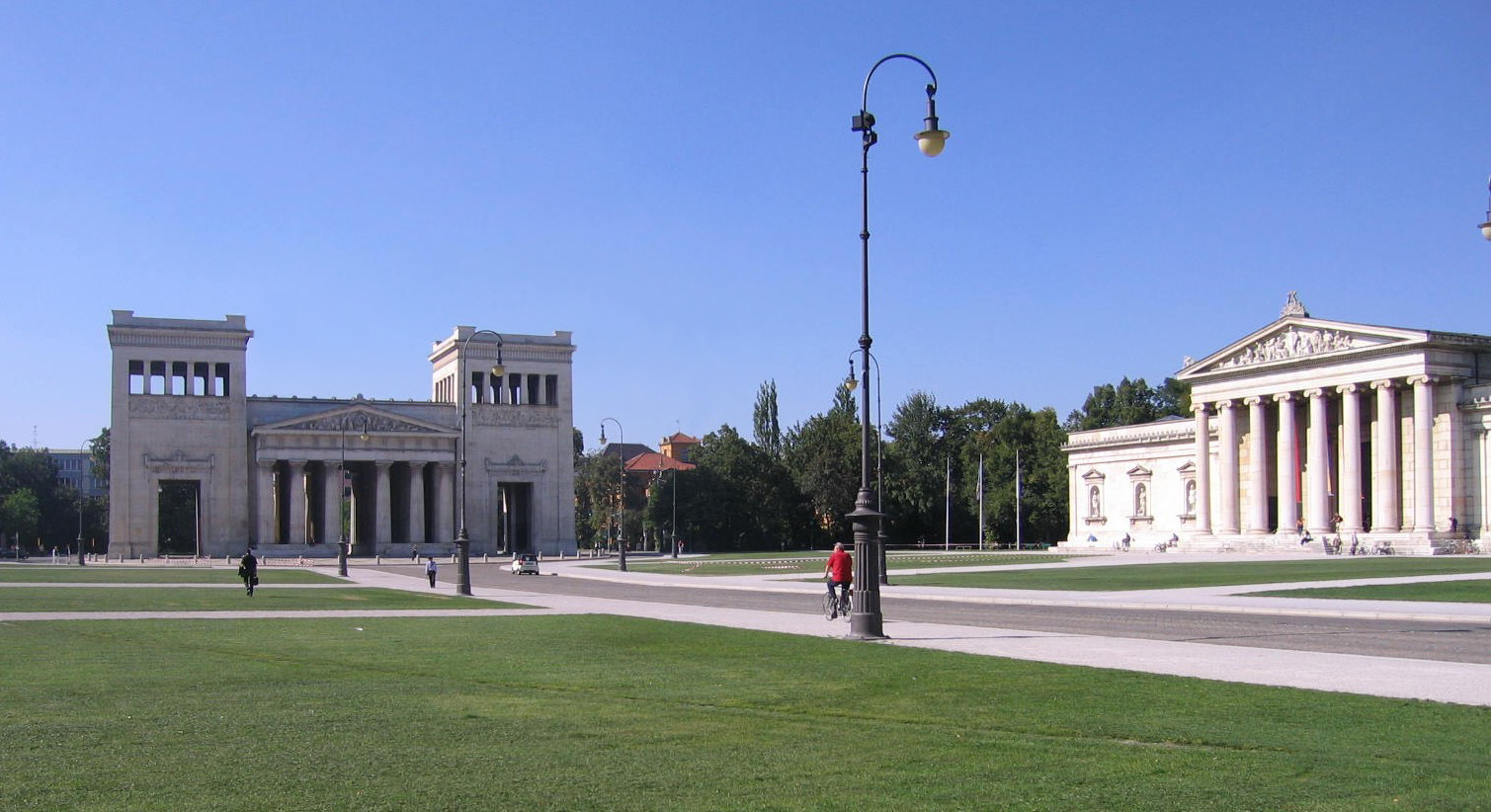
Propyläen y Glyptothek.

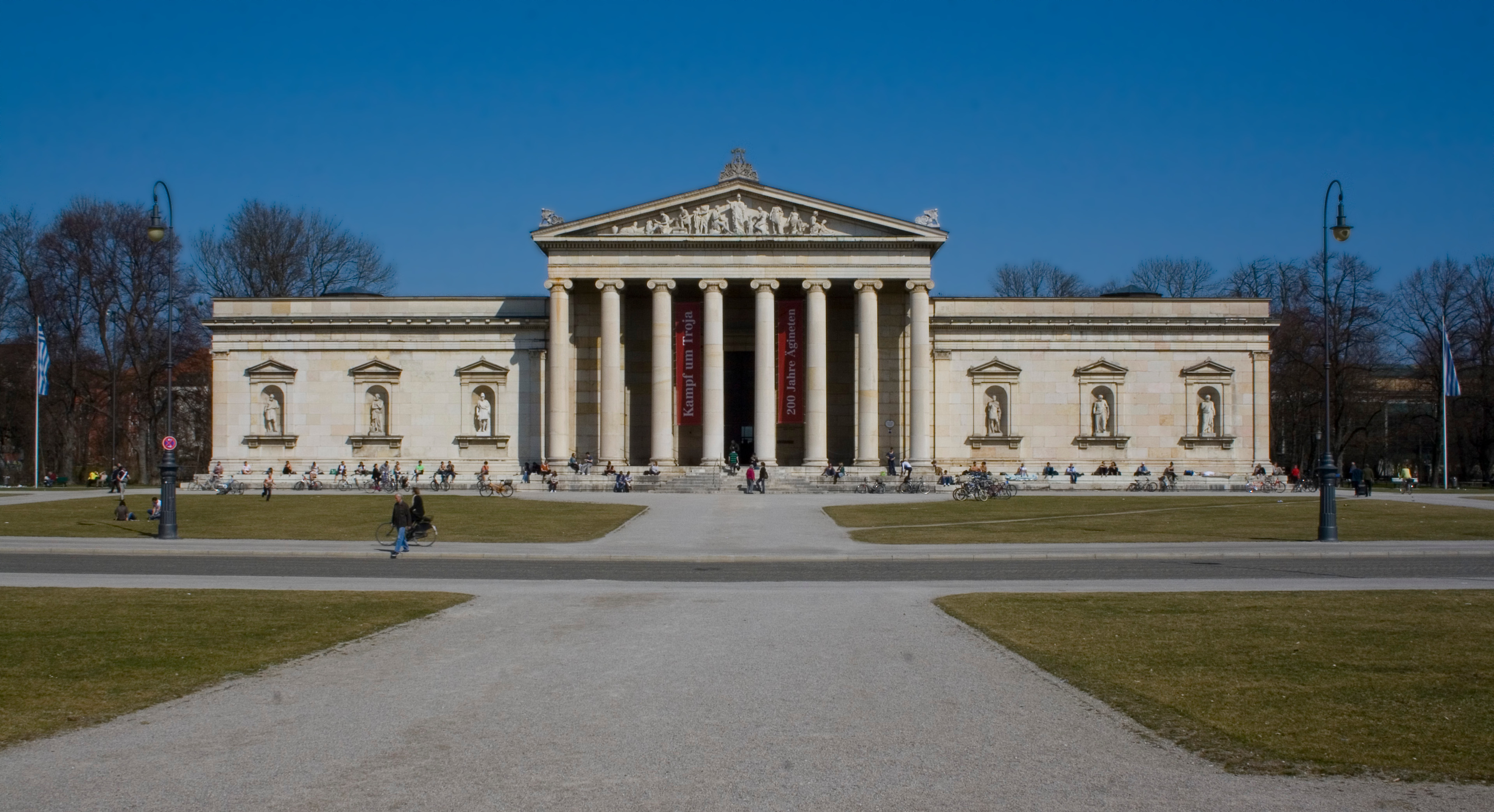
Staatliche Antikensammlungen.

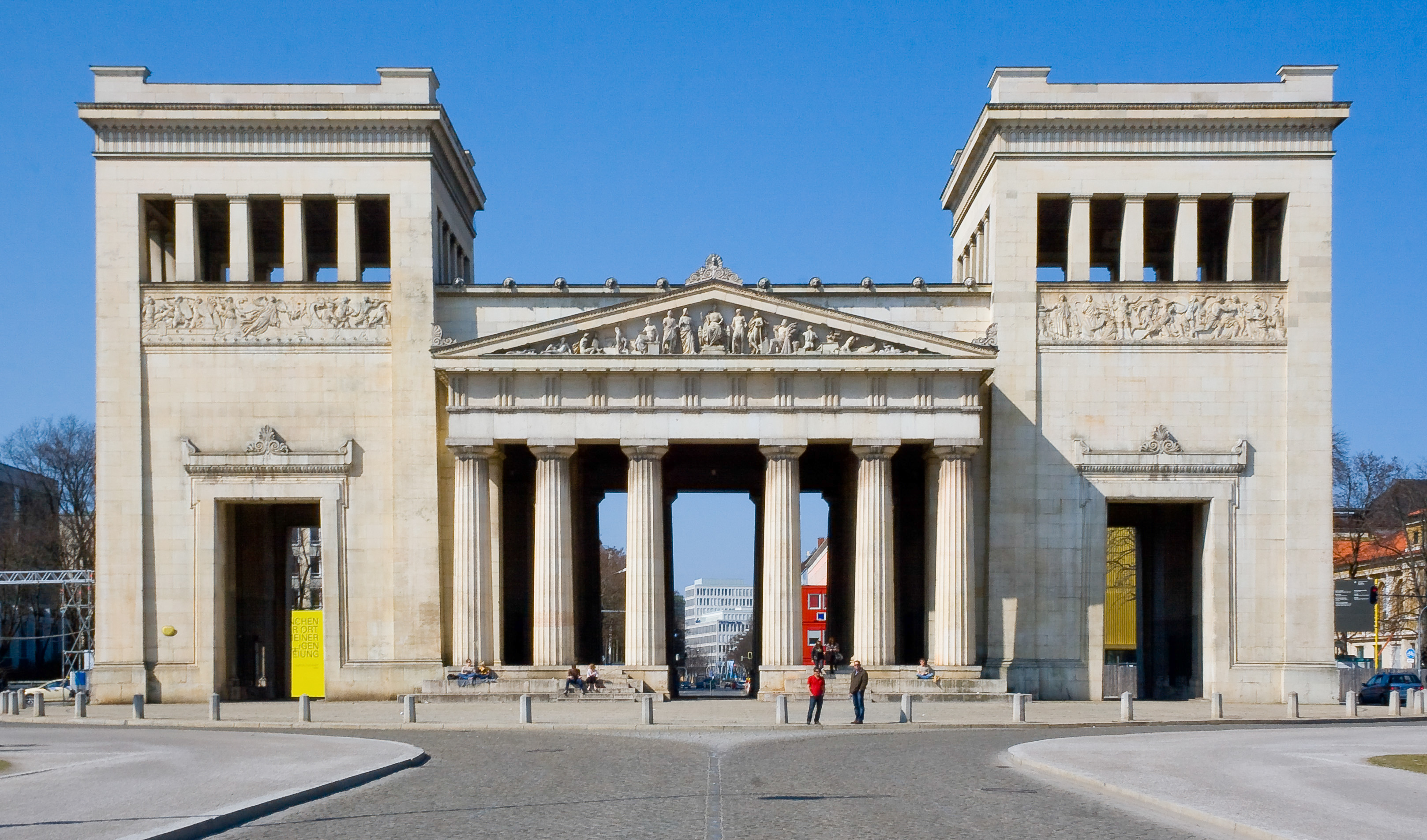
Propíleos, Königsplatz.

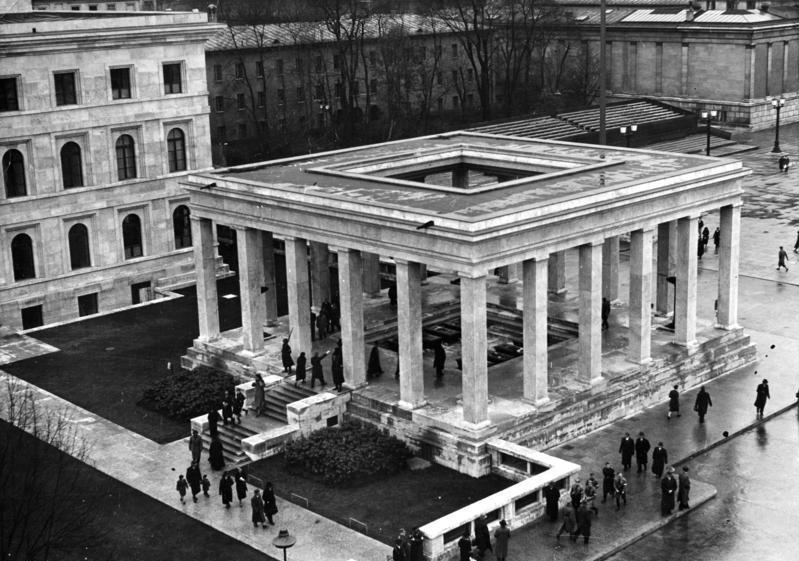
Ehrentempel, en una fotografía de 1936.

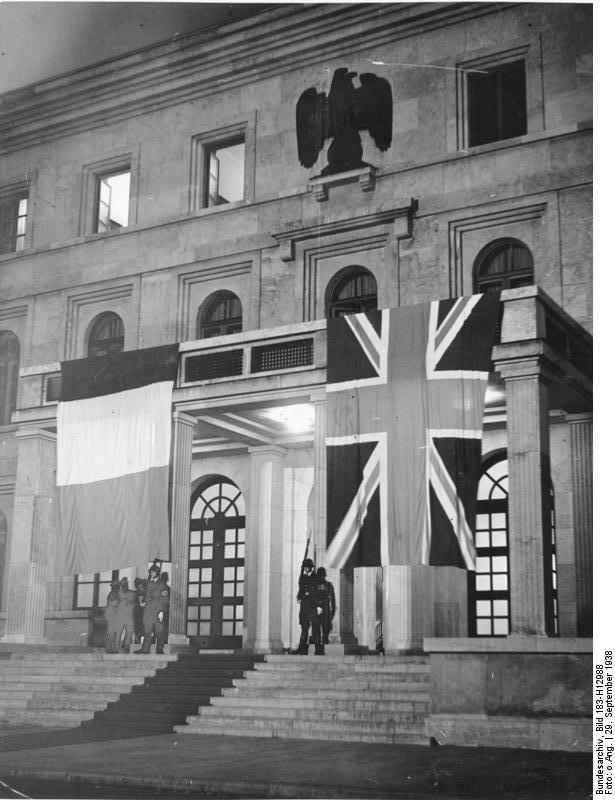
Führerbau, engalanado con las banderas británica y francesa, en septiembre de 1938, durante la negociación de los Acuerdos de Múnich.

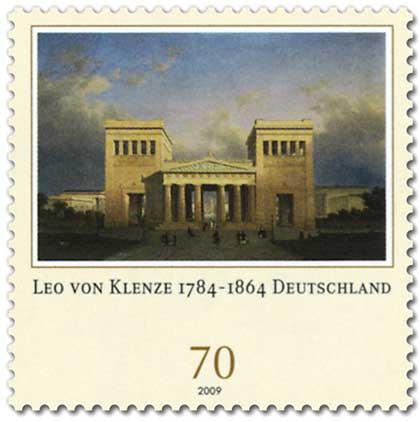
Propileos de Leo von Klenze

La Königsplatz (que en español significa, la «plaza del rey») es una destacada plaza de la ciudad alemana de Múnich, capital de Baviera, dentro del Kunstareal ("Barrio del Arte").
A la plaza se abren un grupo de edificios neoclásicos, cada uno muestra de uno de los órdenes clásicos y con una función diferente: la Gliptoteca del jónico y para albergar una gran colección de esculturas clásicas, los Propíleos del dórico y como memorial por el ascenso al trono de Otón I de Grecia, y la Staatliche Antikensammlungen del corintio y como colección estatal de antigüedades.
En las cercanías se encuentran la Städtische Galerie im Lenbachhaus (que fue residencia del pintor Franz von Lenbach) y la Abadía de San Bonifacio.
Hay una estación de metro con ese nombre.
Existió una plaza con el mismo nombre en Berlín, rebautizada más tarde como Platz der Republik ("Plaza de la República").

## Historia
En el año 1807 el rey Maximiliano I de Baviera convocó un concurso para el embellecimiento de la zona que se articulaba por la carretera (denominada posteriormente Brienner Straße, por la batalla de Brienne de 1814) que llevaba de la Residenz ("Residencia", el Palacio Real muniqués) al castillo de Nymphenburg. El concurso fue ganado por el proyecto propuesto por los arquitectos Friedrich Ludwig von Sckell y Karl von Fischer, que posteriormente fue modificado por Leo von Klenze. El príncipe heredero (futuro Luis I de Baviera) se responsabilizó de las obras, que se iniciaron en 1815. Tras el trazado de la plaza, se fueron levantando sucesivamente todos los edificios que la circundan.
En la Alemania nazi la Königsplatz fue uno de los espacios más utilizados para desfiles y celebraciones, para lo cual se erigieron en el lado este dos "Templos de Honor" (Ehrentempel) que rendían culto permanente a los dieciséis nazis muertos durante el Putsch de la Cervecería de 1923. Ambos fueron demolidos por el Ejército de Estados Unidos en 1947, durante la ocupación aliada de Alemania. Aún se conservan los podios.
Todavía existen dos edificios construidos para el partido nazi por Paul Troost cerca de los templos; en uno de ellos, el Führerbau ("Construcción del Führer"), se firmaron los Acuerdos de Múnich de 1938, y en la actualidad aloja una prestigiosa escuela de música y teatro (Hochschule für Musik und Theater München—su fundación se remonta a 1844, y fue convertida en escuela estatal por Luis II de Baviera a sugerencia de Wagner, en 1867—). En las cercanías (45 Brienner Straße) se encontraba, fue destruido en 1944, la Braunes Haus ("Casa Parda", llamada así por el color de las camisas de las SA o "camisas pardas"), cuartel general nacional del Nationalsozialistische Deutsche Arbeiterpartei ("Partido Nacional-socialista Alemán de los Trabajadores"). En este lugar, actualmente, se encuentra el centro de documentación de la historia del nazismo (NS-Dokumentationszentrum).

## Edificios importantes
- Propyläen de Leo von Klenze, 1848–1862
- Glyptothek de Leo von Klenze, 1816–1830
- Kunst- und Industrie-Ausstellungsgebäude der Förderung der Kunst und des Gewerbes (hoy Staatliche Antikensammlungen) de Georg Friedrich Ziebland, 1838–1845.
- Glyptothek (Königsplatz 3)
- Staatliche Antikensammlungen (Königsplatz 1)
- Kunstbau der Städtischen Galerie im Lenbachhaus

### Edificios en las inmediaciones
- Technische Universität München
- Hochschule für Musik und Theater München im Führerbau (Haus der Kulturinstitute)
- Städtische Galerie im Lenbachhaus
- Paläontologisches Museum München (Richard-Wagner-Str. 10)